# Star Princess
Le Star Princess est un paquebot de Princess Cruises (filiale de Carnival Group) construit en 2002. Il a été construit par les chantiers Fincantieri sous le nom de Fincantieri 6051. Il peut embarquer 3 100 passagers et comporte un équipage de 1 205 personnes.
Le Star Princess de classe « Grande classe » est le sister-ship du Grand Princess, sorti en 1998, et du Golden Princess, sorti en 2001.
Le 23 mars 2006, en pleine nuit, un incendie se déclare à bord du bateau, démarrant sur le balcon d'une cabine passager. L'incendie fait un mort et onze blessés, détruisant entièrement 79 cabines. Le bateau est emmené à Bremerhaven  pour y subir des réparations. Il reprend la mer le 13 mai 2006.
Carnival Encounter, 29 March 2025,

## Sources
1. ↑  (en) Huw Murday, « Carnival pair Encounter Adventure as new careers begin - Daily Cargo News », sur The DCN, 28 mars 2025 (consulté le 6 avril 2025)
2. ↑  (en-US) « Carnival Encounter Sets Sail on Maiden Voyage from Brisbane, Expanding Carnival’s Australian Fleet to Four Ships », sur Carnival Cruise Line (consulté le 6 avril 2025)

- Fiche sur Equasis.
- Article sur l'incendie.
- Rapport d'investigation de l'incident par le département des transports du Royaume-Uni.